# Philippe Grangier
Philippe Grangier (* 1957) ist ein französischer Physiker, der sich mit Quantenoptik befasst.
Grangier studierte an der École normale supérieure de Cachan und wurde bei Alain Aspect promoviert. Er nahm auch Anfang der 1980er Jahre am historischen Experiment von Alain Aspect zur Überprüfung der Bell-Ungleichungen teil. Er ist Professor an der École polytechnique und leitet seit 1988 die Abteilung Quantenoptik an der École supérieure d’optique (SupOptique) in Orsay. Er ist Forschungsdirektor des Centre national de la recherche scientifique (CNRS).
Er befasst sich mit nichtklassischen Eigenschaften von Photonen (unter anderem Erzeugung optischer Schrödinger-Katzen-Zuständen) und Quanteninformationstheorie.
1990 erhielt er den Carl-Zeiss-Forschungspreis, 2002 die Silbermedaille des CNRS und 2008 den Prix Jean Ricard der französischen Physikalischen Gesellschaft. 2012 wurde er mit dem Charles Hard Townes Award geehrt und 2006 wurde ihm zusammen mit Peter Zoller, Ignacio Cirac und William Wootters der Internationalen Preis für Quanteninformation verliehen. 2023 erhielt Grangier den Prix Ampère.
Philippe Grangier ist wissenschaftlicher Berater für „SequreNet“, ein IT-Unternehmen, das sich mit Quantenkryptographie befasst.

## Schriften
- Optical quantum nondemolition measurements: experiments, Physics Reports, Band 219, 1992, S. 121–129 (Sammelband zur 20. Solvay-Konferenz über Quantenoptik)